# داردوقاز
داردوقاز (به لاتین: Dardoqqaz، به آواری: Дартукъаз) یک منطقه مسکونی در جمهوری آذربایجان است که در شهرستان زاقاتالا واقع شده است.